# Christian Gratzei
Christian Gratzei (* 19. September 1981 in Leoben) ist ein ehemaliger österreichischer Fußballtorwart.

## Karriere
Gratzei begann seine aktive Karriere als Fußballspieler 1987, im Alter von sechs Jahren, beim DSV Leoben. Bis 1998 durchlief er alle Jugendmannschaften der Donawitzer und stand ab dem Jahr 1998 im Kader der Profimannschaft in der zweitklassigen Ersten Division. Im Jahre 2001 wechselte Gratzei zur Amateurmannschaft des Grazer AK. 2002 wurde er von Franco Foda zu den Amateuren des SK Sturm Graz geholt und als Foda im selben Jahr Trainer der Kampfmannschaft wurde, bekam auch Gratzei seine Chance in der ersten Mannschaft mitzutrainieren. Am 8. März 2003 gab Gratzei sein Debüt in der höchsten Spielklasse im österreichischen Fußball, als er beim Spiel gegen SW Bregenz im Tor der Grazer stand. Nach über einem halben Jahr verletzungsbedingter Pause, tastete er sich langsam wieder an die Spitze heran, konnte aber aufgrund einiger Fehler seine Position nicht dauerhaft festigen. In der Saison 2005/06 kam Gratzei zu keinem Einsatz.
Seit Februar 2007 ist er wieder der Stammtorhüter des SK Sturm. Weiters gehörte Gratzei zum erweiterten österreichischen Kader bei der Fußball-Europameisterschaft 2008, doch musste er, als der dritte Torhüter Helge Payer ebenfalls ausfiel, Ramazan Özcan den Vortritt lassen, weil er selbst ebenfalls durch eine Verletzung am Knie ausfiel. Im Herbst 2009 wurde Gratzei hinter Helge Payer zweiter Torhüter Österreichs und gab sein Nationalmannschaft-Debüt am 14. Oktober bei der 1:3-Niederlage gegen Frankreich im Stade de France, als er Payer in der zweiten Hälfte ersetzte.
Am 1. Februar 2008 wurde Gratzei erstmals für den Kader der österreichischen Nationalmannschaft nominiert. Im April 2008 kürten die Vereinspräsidenten, Trainer und Manager der Bundesliga-Vereine Gratzei zum Torhüter der Saison 2007/08. In der Saison 2010/11 wurde Christian Gratzei ebenfalls zum Torhüter der Saison gewählt und wurde zudem österreichischer Meister mit Sturm Graz.
Am 28. Jänner 2011 verlängerte Gratzei seinen auslaufenden Vertrag bei Sturm Graz vorzeitig um vier Jahre bis Saisonende 2014/15.
Nach der Saison 2017/18 beendete er seine Karriere. 2019 übernahm er den Posten des Tormanntrainers beim Wolfsberger AC.

## Erfolge
- 1 × Österreichischer Meister: 2011
- 2 × Österreichischer Cup-Sieger: 2010, 2018 (Sturm Graz)
- 2 × Torhüter des Jahres in Österreich: 2008, 2011